# Samia
Samia — род чешуекрылых из семейства павлиноглазок и подсемейства Arsenurinae.

## Систематика
В состав рода входят:
- Samia cynthia (Drury, 1773) — Китай, Индия, Малайзия, Индокитай, Ява, Япония, Филиппины и Европа
- Samia tetrica (Rebel, 1923) — Борнео и полуостровная Малайзия
- Samia insularis Vollenhoven
- Samia luzonica Watson — Филиппины и Сулавеси
- Samia watsoni (Oberthür, 1914) — Западный Китай